# Gran Taca Vermella

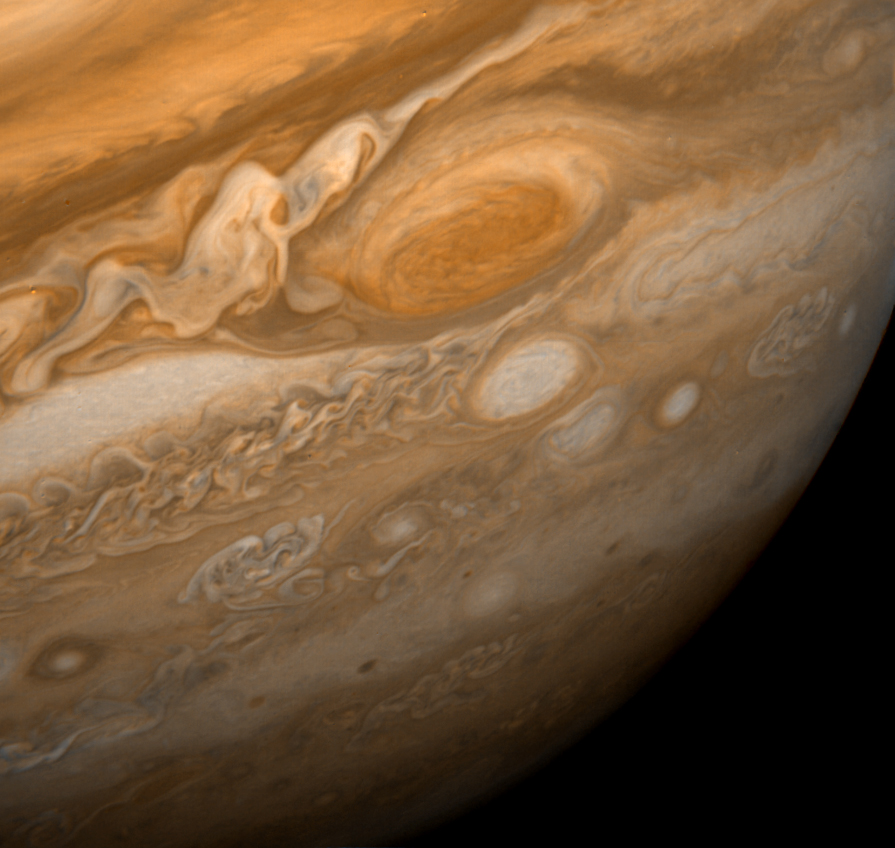
Foto obtinguda pel Voyager 1.

La Gran Taca Vermella és una zona de tempestes de Júpiter. És un remolí de gas d’enormes dimensions, d’uns dos cops i mig el diàmetre de la Terra. Segons la hipòtesi més acceptada a l’actualitat, es tracta d’una tempesta fortíssima, que dura des de fa 300 anys i provoca vents de 400 km/h.

## Història
Aquesta Gran Taca Vermella va ser enregistrada pel científic anglès Robert Hooke. No obstant això, no pareixen haver-hi informes posteriors de l'observació de tal fenomen fins al segle xix. En tot cas, varia molt tant de color com d'intensitat. Les imatges obtingudes per l'observatori Yerkes a finals del segle xix mostren una taca roja allargada ocupant el mateix rang de latituds, però amb el doble d'extensió longitudinal.
Inicialment es va pensar que la Gran Taca Vermella era el cim d'una muntanya gegantina o un altiplà que sortia per damunt dels núvols, però des que se l'ha vist descriure gairebé un terç de la volta a Júpiter, s'ha abandonat aquesta idea. Aquesta idea també va ser rebutjada al segle xix en constatar-se, per mitjà de l'espectroscòpia, la composició d'hidrogen i heli de l'atmosfera de Júpiter i determinar-se que es tractava d'un planeta fluid.

## Característiques
La taca és de forma ovalada i es troba al sud de l'equador de Júpiter. Varia molt tant de color com d'intensitat. De vegades, és d'un color roig fort, i realment molt notable, i en altres ocasions empal·lideix fins a fer-se insignificant. És més freda que els núvols que la rodegen, i una possible explicació és que sigui un cicló tropical de molt llarga durada i gran dimensió.
Meteorològicament, la Gran Taca Vermella és un enorme anticicló molt estable en el temps. Els vents en la perifèria del vèrtex tenen una intensitat pròxima als 400 km/h.